# NGC 199
NGC 199 là một thiên hà dạng hạt đậu nằm trong chòm sao Song Ngư. Nó được phát hiện vào ngày 24 tháng 9 năm 1862 bởi Heinrich Keyboardrrest.